# Opt-in
O termo opt-in refere-se à expressão da vontade de um usuário de internet ou mobile, afastando-se sua presunção de aceite pelo silêncio. Em detalhe, opt in corresponde ao conjunto de regras segundo as quais as mensagens de marketing ou de caráter comercial só são enviadas para aqueles que expressem, prévia e explicitamente, o seu consentimento. Desta forma uma mesma mensagem é enviada para todos os indivíduos que concordaram ou que manifestaram interesse em receberem informações sobre um produto ou serviço de uma empresa ou organização. O usuário manifesta sua concordância através do preenchimento de uma caixa de verificação (check box). Ao fazê-lo indica ao gestor da base de dados daquela empresa ou organização que gostaria de ser informado acerca das novidades, informações e campanhas promovidas.
As regras definidas pelo opt-in estabelecem o envio de mensagens, via internet ou mobile, apenas para aqueles que expressamente o tenham solicitado.

## Confirmação de opt-in
Trata-se meramente da resposta dada ao usuário após requerer o opt-in em determinada base de dados, informando-o que sua inscrição ou pedido foi efetivada.